# 耶雷·乌罗宁
耶雷·乌罗宁（芬蘭語：Jere Uronen；1994年7月13日—），是一名芬兰足球运动员。位置为后卫，現在效力於美國職業足球大聯盟球隊夏洛特FC，代表芬兰国家足球队参加国际赛事。